# Butsudan

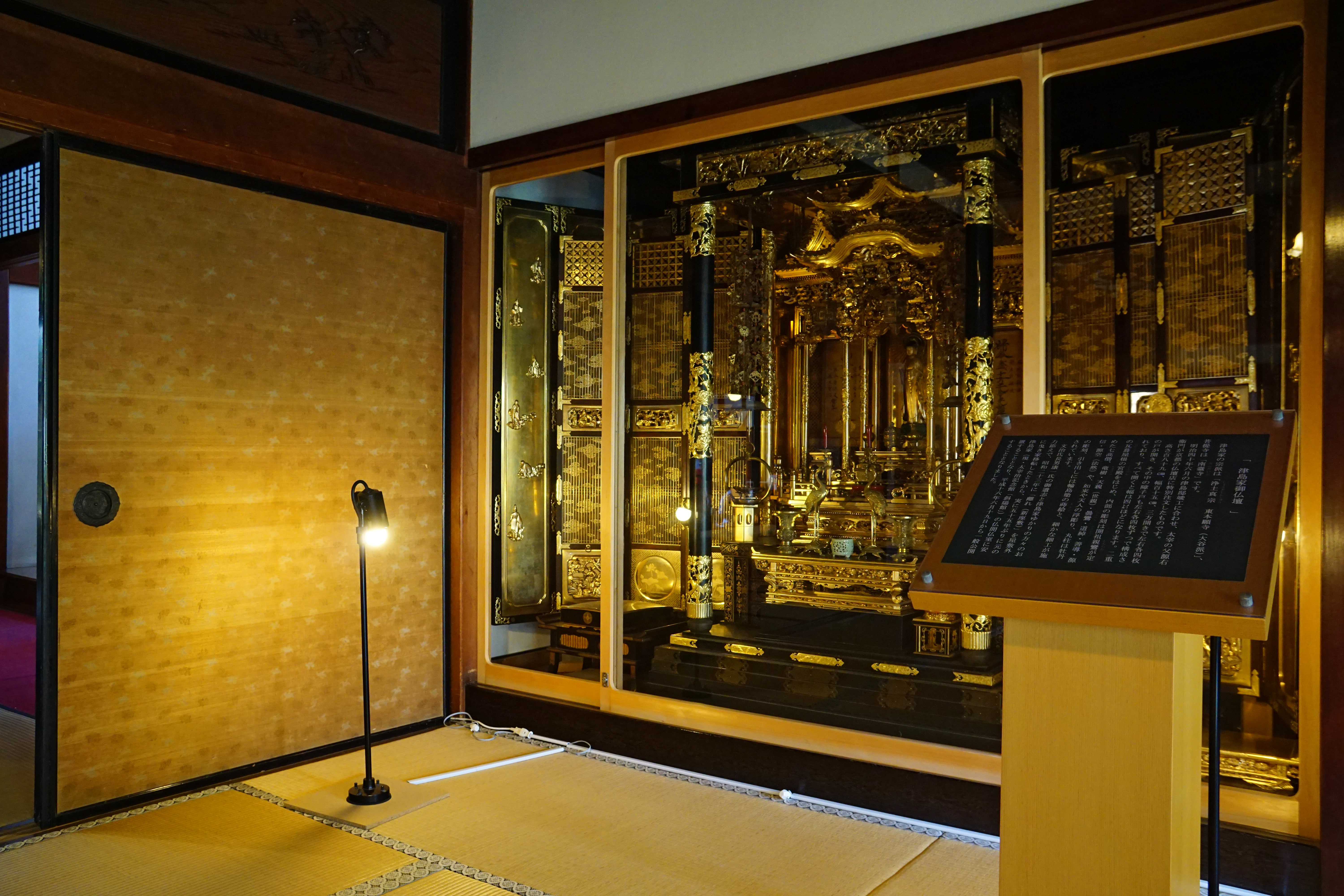
Butsudan

Ein Butsudan (jap. 仏壇) ist ein Schrein in einem buddhistischen Tempel oder Kloster, oder auch ein buddhistischer Hausaltar in japanischen Wohnungen zur Dokumentation der Verbundenheit mit dem Buddhismus und zur Verehrung der Ahnen und der kürzlich Verstorbenen. 
Wenn jemand stirbt, gibt der buddhistische Priester dem Verstorbenen einen neuen Namen, der auf einem Ihai (einem Ahnentäfelchen) aufgezeichnet und im Butsudan aufgestellt wird. Den Seelen der Verstorbenen werden Opfergaben dargebracht, z. B. Reis oder Tee. 
Der Butsudan ist das Zentrum der Verehrung beim O-Bon, dem jährlichen Totenfest. 
Der Hausaltar besteht in der Regel aus einem mit Flügeltüren verschließbaren Schrein. Dieser kann aus vergoldetem Schnitzwerk, aber auch aus Kunststoff bestehen. Neben einem Bild oder einer Figur Buddhas enthält der Altar oft eine Rolle mit Kalligraphie (zum Beispiel einen Gohonzon im Nichiren-Buddhismus), Fotos, Täfelchen mit den Namen der Verstorbenen und Gegenstände, die an die Verstorbenen erinnern.
Heute haben viele japanische Wohnungen keine Nische für einen Schrein in voller Größe, oder Einzelkinder erben einen Schrein sowohl von väterlicher als auch mütterlicher Seite. So wird es immer gebräuchlicher, sich der alten Schreine zu entledigen. Der Schrein wird zerlegt und einem Tempel übergeben, der die Schreine gemeinsam in einer Zeremonie verbrennt. Kleine Butsudan von der Größe eines Schuhkartons erfreuen sich zunehmender Beliebtheit, da man sie auf einem Regal oder in einem Schrank aufstellen kann.
Shintōistische Hausaltäre in Japan heißen Kamidana. Die Tokonoma, eine Wandnische für Dekorationen, ist ebenfalls buddhistischen Ursprungs.

## Bibliographie
- Buckley, Sandra (2002) "Butsudan and Kamidana" in Buckley, Sandra (Ed.) Encyclopedia of Contemporary Japanese Culture, pp. 56–57. London: Routledge. ISBN 0-415-14344-6.
- Nelson, John K. (2008). Household Altars in Contemporary Japan: Rectifying Buddhist “Ancestor Worship” with Home Décor and Consumer Choice, Japanese Journal of Religious Studies 35 (2), 305–330
- Rambelli, Fabio (2010). Home Buddhas: Historical Processes and Modes of Representation of the Sacred in the Japanese Buddhist Family Altar, Japanese Religions 35 (1–2), 63–86